# Heiligenschwendi
Heiligenschwendi est une commune suisse du canton de Berne, située dans l'arrondissement administratif de Thoune.

Vue aérienne (1952)